# Heinz-Werner Meyer
Heinz-Werner Meyer (* 24. August 1932 in Harburg; † 9. Mai 1994 in Siegburg) war ein deutscher Gewerkschafter und Politiker (SPD). Von 1990 bis 1994 war er Vorsitzender des Deutschen Gewerkschaftsbunds (DGB).

## Leben
Der gebürtige Harburger kam im Alter von 16 Jahren ins Ruhrgebiet und begann eine Ausbildung als Berglehrling auf der Schachtanlage Monopol in Kamen. Meyer engagierte sich früh in der Gewerkschaft und der SPD, der er im Jahr 1953 beitrat. Auf dem zweiten Bildungsweg legte er trotz der Arbeit unter Tage seine allgemeine Hochschulreife auf dem Abendgymnasium ab. Ab 1955 studierte Meyer Volkswirtschaft an der Akademie für Wirtschaft und Politik in Hamburg.
Seine eigentliche Gewerkschaftskarriere begann im Jahr 1957, als er hauptamtlicher Jugendsekretär der IG Bergbau in Bochum wurde. 1964 übernahm er die Leitung der Abteilung Organisation. Im Jahr 1969 rückte er in den geschäftsführenden Vorstand seiner Gewerkschaft, der IG Bergbau und Energie, auf. Meyer verfolgte eine traditionelle Gewerkschaftspolitik an der Seite von Adolf Schmidt. Gebeutelt durch die Krise im Ruhrbergbau hielt Meyer unbeirrbar an der von ihm verfochtene Formel von „Kohle und Kernenergie“ fest und rückte damit ins öffentliche Sperrfeuer der aufkommenden Ökologiebewegung. Meyer saß seit 1975 als Abgeordneter der SPD im nordrhein-westfälischen Landtag. Als er 1984 zum zweiten Vorsitzenden seiner Gewerkschaft gewählt wurde, kehrte er der Landespolitik den Rücken zu und widmete sich vorrangig der gewerkschaftlichen Interessenvertretung.
Im Jahr 1985 wurde er Vorsitzender der IG Bergbau und Energie. Meyer stand zum Prinzip der Sozialpartnerschaft und betonte den „harmonischen Dreiklang von Arbeitnehmern, Unternehmern und Politikern“.
Sein neues Amt übernahm er in einer wirtschaftlich schwierigen Phase. Absatznöte und Arbeitsplatzabbau im Bergbau waren an der Tagesordnung. Die Zahl der Bergarbeiter im Steinkohlebergbau war kontinuierlich gesunken (600.000 (1957) auf 150.000 (1989)). Die Mitgliederzahl ging stark zurück (650.000 auf 433.000). Als Vorsitzender der IG Bergbau und Energie stand Meyer für eine Politik ein, die den Strukturwandel einschließlich der zahlreichen Zechenstilllegungen mittrug – bei gleichzeitiger materieller Absicherung der Bergleute. „Verhandeln statt demonstrieren, Verträge anstelle von Arbeitskämpfen“ waren die Kennzeichen seiner Politik. Im November 1988 wurde er mit 98,3 Prozent der Delegiertenstimmen als Vorsitzender der IG Bergbau und Energie bestätigt.
Am 23. Mai 1990 wurde er Nachfolger von Ernst Breit als Vorsitzender des Deutschen Gewerkschaftsbunds (DGB). Er galt als Vertreter des rechten Gewerkschaftsflügels. Sein politisches Verhandlungsgeschick, seine Arbeit in der Partei und den Gewerkschaften sowie seine Fähigkeit zur pragmatischen Problemlösung machten ihn zum erfolgversprechenden Anwärter auf das Amt des Vorsitzenden. Zu einem Stolperstein seiner Karriere wäre beinahe Meyers angebliche Verstrickung in den „coop“- und „Neue Heimat“-Skandal geworden. An der Basis rumorte es, da es augenscheinlich war, dass es mit Meyer weder einen moralischen noch einen genossenschaftspolitischen Neuanfang geben würde. Der Unmut der Ortsverbände traf Meyer bei der Wahl zum DGB-Vorsitzenden. Mit nur 64 Prozent der Stimmen musste er das schlechteste Wahlergebnis hinnehmen, das je auf einen DGB-Vorsitzenden entfallen war.
Die gesellschaftlichen Probleme häuften sich. Die Rezession und die Folgen der deutschen Einheit zwangen den DGB in die Defensive. Der Mitgliederschwund (minus 6,7 % 1992) und die damit gesunkenen Beitragseinnahmen machten es der Organisation schwer, als starke politische Interessengruppe nach außen zu treten. Angesichts der Finanzlücke beim DGB von 50 Mio. DM zog Meyer im Februar 1993 die Notbremse. Er verordnete eine sofortige Ausgabensperre in Höhe von 9 Mio. DM „für bestimmte Haushaltspositionen“. Im Herbst 1993 legte er einen Umsetzungsplan vor, der die Arbeitsteilung zwischen Mitgliedsgewerkschaften und DGB sowie „Kernaufgaben“ des Dachverbandes definierte und erste Umsetzungsschritte beschrieb. Die Personalkosten sollten bis 1996 um 13 % reduziert und 300 der 2600 DGB-Stellen eingespart werden, was er mit den Konjunktur- und Strukturschwierigkeiten der Wirtschaft begründete. Er starb fünf Wochen vor dem DGB-Kongress in Berlin (1994).
Meyer war auch in der Bundespolitik aktiv, so saß er als direkt gewählter Abgeordneter des Wahlkreises Recklinghausen I von 1987 bis 1990 im Deutschen Bundestag.

## Ehrungen
Meyer wurde am 2. September 1987 mit dem Verdienstorden des Landes Nordrhein-Westfalen ausgezeichnet.

## Würdigungen
Eine Straße auf dem früheren Areal der Schachtanlage Monopol in Kamen wurde per Ratsbeschluss vom 6. Juli 2017 nach ihm benannt.
Ein Jugendtreff in Dortmund-Dorstfeld, wo er wohnte, ist ebenfalls nach ihm benannt.